# Algo ilegal!
Algo ilegal! es el cuarto bootleg de la banda chilena Los Prisioneros, publicado en 2013.

## Historia
Contiene seis canciones, cinco de las cuales son versiones regrabadas en 2002 de temas que formaban parte del repertorio de la banda en sus inicios, cuando aún eran Los Vinchukas, pero que no fueron incluidos en su disco debut La voz de los '80. Estas canciones fueron publicadas en el sitio web oficial de la banda como material de avance para los fanes mientras se editaba el disco Los Prisioneros de 2003, el primero que grabó el trío original tras su reunión en 2001.
La otra canción, «Ella estará desnuda», es un demo compuesto por Jorge González en 2003 para dicho álbum, pero que finalmente fue descartado.

## Lista de canciones
Todas las canciones escritas y compuestas por Jorge González. 
| N.º   | Título                          | Vocalista principal | Duración |  |
| 1.    | «Algo ilegal»                   | Jorge González      | 4:44     |  |
| 2.    | «Camino tranquilo en el parque» | Jorge González      | 2:25     |  |
| 3.    | «Ella estará desnuda»           | Jorge González      | 3:15     |  |
| 4.    | «Es por ti»                     | Jorge González      | 2:48     |  |
| 5.    | «Orgullo»                       | Jorge González      | 3:05     |  |
| 6.    | «Sólo soñar»                    | Jorge González      | 2:44     |  |
| 18:52 |                                 |                     |          |  |